# Vodní elektrárna Strž
Vodní elektrárna Strž  byla vystavena v letech 1920–1923 u starého jezu na řece Moravě v Kroměříži. V Ústředním seznamu kulturních památek České republiky je vodní elektrárna na Strži vedena pod číslem 101819.

## Jez na Strži
Jez "strhával" vodu do náhonu pro panský mlýn stávající na Sladovnickém předměstí mezi biskupským pivovarem a biskupskou mincovnou, v pozdějších letech pro potřeby Podzámecké zahrady. Už v roce 1552 byl jez předmětem sporu mezi biskupem Janem Doubravským a Václavem z Ludanic na Chropyni, v roce 1556 mezi biskupem Markem Khuenem a Janem z Ludanic, v roce 1560 opět, právě v době, kdy se chystal biskup k jeho opravě. Také ji opravil dosti pevně, neboť příští reparaturu vykonal až roku 1606 kardinál František z Ditrichštejna.
Řeka Morava jej však často strhla. Kardinál Maxmilián Josef Sommerau-Beckh jej dvakrát vystavil a dvakrát mu jej voda strhla. Proto si vyžádal v roce 1841 oddělení pionýrů, kteří vykonali nákladem 100 000 zlatých stř. dílo trvalé, s nímž měla v roce 1910 regulační správa řeky Moravy těžkou práci, než jej odstranila.
Na památku svého díla dal kardinál postavit u Strže pyramidu s nápisem v latině, němčině i češtině.
| „ | MOCNÝM WODAM MOCNE MEZE TIMTO JEZEM POSTAVIL MAXIMILIAN JOSEF Z DOMU SWOBODNÝCH PÁNU SOMERAV BEECKH, ARCHIBISKVP, WEWODA, KNÍŽE, SOBĚ A SWÝM KU PROSPĚCHU NÁKLADEM 100.000 ZL. STŘ. L.P. 1841 | “ |

## Vodní elektrárna
Nyní je na Strži jez sloužící ke stabilizaci dna s vodní elektrárnou zbudovanou v letech 1920 – 1923 společným nákladem státu a Moravského zemského výboru. Jez se nachází na 114. ř. km., kóta jeho pevné koruny je ve výšce 188,6 m n. m. a betonovým tělesem je tvořen spádový stupeň výšky 3,95 m. Celková výška jezu je 6,11 m a má maximální průtok 750 m³/s.
Snaha po využití vodních sil pro výrobu elektrické energie v prvních desetiletích 20. století vedla ke světovému zápolení o zvětšení rychloběžnosti vodních turbín, do něhož se úspěšně zapojil Dr. Ing. Viktor Kaplan, působící na Německé vysoké škole technické v Brně.
V roce 1919 byla první kaplanova turbína uvedena do provozu v přádelně v dolnorakouském městě Velmu, pokusná turbína byla zbudována také v Poděbradech, výsledky zkoušek vedly k rozhodnutí použít kaplanových turbín v nově budované vodní elektrárně na Strži v Kroměříži.
S výstavbou elektrárny bylo započato v roce 1920. Do provozu byla dána v červenci 1923. Dvě tehdy instalované turbíny vyráběly ročně pět miliónů kilowatthodin elektrické energie. Oběžná kola kaplanových turbín o průměru 2,2 metru znamenala výrazný pokrok proti dosavadním. V roce 1948 byla elektrárna doplněna o třetí turbínu. Náklady na její výstavbu ve výši téměř 14 milionů korun byly na svou dobu enormní. Na její elektrifikaci se podílela i slavná firma Františka Křižíka z Prahy.
Vodní elektrárna na Strži představovala ve své době vrcholné energetické dílo v Československu a patřila k nejmodernějším svého druhu na světě. Stala se vzorem pro pozdější vodní elektrárny v naší zemi. Nebyla však ceněna pouze pro svou technickou úroveň, ale již ve své době byla obdivována pro svou elegantní architekturu a stala se oblíbeným výletním místem. Projekt vypracovali zemští úředníci, inženýři Gustav Madlmayr a Karel Mikeš, kteří strojovnu ukryli do kultivovaného klasicizujícího pláště s „jednoduchou, ale výraznou fasádou“. Pilastry a půlkruhově klenutá okna nižšího křídla evokují renesanční altány, ve vyšším křídle se protažené arkády spojují do odlehčené podoby empírových staveb. Objekt má přehledné technické uspořádání, jedná se o účelnou a esteticky dobře působící stavbu. Je umístěna na pravém břehu řeky. K ní odbočuje široký náhon, opatřený ledolamy a hrubými česly.
Malou vodní elektrárnu na Strži provozovala společnost Energo-Pro. Začátkem roku 2016 dochází ve společnosti Energo-Pro ke změně vlastnických vztahu a vlastníkem se stává společnost Czech Hydro s.r.o. Elektrárna má výkon 2,8 MW a v roce 2009 vyprodukovala 9,2 GWh.

## Dostupnost
Kolem Vodní elektrárny Strž je vedena z kroměřížského nádraží  modrá turistická trasa KČT,
která vede ve směru na Chropyni po břehu řeky Moravy. Od Vodní elektrárny pokračuje přes miňůvský most kolem přírodní památky ev. č. 1764 Rameno Moravy. V opačném směru od nádraží vede kolem letiště přes místní část Trávník kolem přírodní památky Bašnov do Kvasic.
V lokalitě přírodní památky se nachází pamětní deska Ladislava Zlatušky.
U miňůvského mostu se  modrá turistická trasa KČT kříží se  zelenou turistickou trasou KČT vedoucí z asi osm set metrů vzdálené železniční zastávky v místní části Postoupky do Kojetína.